# Alfonsine

Carte de la commune.

Alfonsine (Agl'infunsén en dialecte romagnol) est une commune italienne de la province de Ravenne, dans la région Émilie-Romagne.

## Géographie
Alfonsile est située à 7 mètres d’altitude au croisement de trois voies : la route nationale SS16 Adriatica  et la voie de chemin de fer qui descend de Ferrare (56 km) à Ravenne (15 km) en passant par Argenta (17 km), puis le fleuve Senio.

Le territoire est composé de terres très fertiles consacrées à l’agriculture, la culture fruitière et vinicole.

### Climat
Le climat alterne entre l’influence méditerranéenne et continentale : les étés (juillet-août) très chauds avec des températures moyennes de 38° en journée, les automnes souvent conditionnés par le vent nommée Bora qui amène le brouillard et la pluie, les hivers froids et humides surtout en janvier-février avec les vents venant du nord-est comme ma Bora (appelé Bise (vent) en France), les printemps mi-nuageux-ensoleillés, parfois ventés, encore humides.

## Histoire

### De la fondation au royaume d'Italie
Les origines d’Alfonsine remontent à 1464, quand le territoire au nord de Fusignano, constitué principalement de terres inondées et marécageuses, fut donné par Borso d'Este à Teofilo Calcagnini, qui initia une importante œuvre de bonification des terres. En 1468, Calcagnini agrandit son domaine en achetant au vénitien Pietro Piemontesi les marais (valle) au nord de Fusignano, le futur territoire delle Alfonsine. Le premier centre, nommé"« Borghetto delle Alfonsine », se développe sur la rive gauche du fleuve Senio.
Le territoire fut longtemps l’objet de batailles entre les grandes familles nobles de la région ; notamment entre la maison d'Este de Ferrare descendait du nord vers le Santerno et le Senio, alors que la famille Da Polenta de Ravenne remontait du sud vers les mêmes territoires. En 1519, le pape Léon X mit tout le monde d’accord en assignant le territoire à la famille Calcagnini.
La domination pontificale prit fin avec la conquête des français en 1796. En 1814, Alfonsine devient une commune et l’année suivante, à la chute de Napoléon, le pays retourne sous le Saint-Siège, inséré dans la légation de Ravenne.
En 1859, avec la chute du pouvoir pontifical en Romagne, Alfonsine fut annexée au royaume de Sardaigne qui, en 1861, devient royaume d'Italie (1861-1946).

### LeXXesiècle
À l'aube du XXe siècle, Alfonsine était soumise à de fortes tensions sociales. D’un côté, des bandes de malfaiteurs et de l’autre côté, des associations de citoyen et de politiques en faveur des plus démunis.
Le pays est mis à rude épreuve lors du désordre qui eut lieu pendant la Semaine rouge, qui fut des plus violentes à Alfonsine avec l’incendie de l’église et de la mairie le 15 juin 1914.
Pendant la deuxième guerre mondiale, Alfonsine a connu de durs affrontements, entre partisans et alliés contre les nazis, sur la ligne de front du fleuve Senio entre décembre 1944 et avril 1945, avec la destruction de 70 % des habitations et du centre historique de la cité.

## Monuments et lieux d’intérêt
- l'Oratoire de S. Vincenzo Ferrari, du milieu du XVIIIe siècle.
- les aires naturelles des marais d’Argenta et ceux de Comacchioet insérée à l’intérieur du parc régional du delta du Pô d'Émilie-Romagne se trouve la réserve naturelle spécifique à Alfonsine, une aire protégée composée de trois oasis : un sur le fleuve Reno, un second composé d’une forêt humide et d’un habitat naturel marécageux et le troisième dit boschetto dei tre canali (forêt des trois canaux) de 13 ha situé entre le Reno, le canal de bonification et le canal des moulins.
- le musée de la bataille du Senio et l’institut historique de la résistance.
- la maison natal de célèbre littéraire Vincenzo Monti (1754-1828), via Passetto.

## Administration
| Période                                  | Période  | Identité      | Étiquette | Qualité |
| ---------------------------------------- | -------- | ------------- | --------- | ------- |
| 06/06/2009                               | En cours | Mauro venturi | PD        |         |
| Les données manquantes sont à compléter. |          |               |           |         |

### Hameaux
Fiumazzo, Taglio Corelli, Villa Pianta, Filo, Longastrino, Borgo Gallina, Borgo Seganti

### Communes limitrophes
Argenta, Bagnacavallo, Conselice, Fusignano, Ravenne.

## Population

### Évolution de la population en janvier de chaque année
| 1861  | 1901   | 1921   | 1951   | 1961   | 1971   | 1981   | 1991   | 2001   |
| ----- | ------ | ------ | ------ | ------ | ------ | ------ | ------ | ------ |
| 6 862 | 10 369 | 11 246 | 12 259 | 12 612 | 12 651 | 12 612 | 12 151 | 11 724 |

| 2011   | - | - | - | - | - | - | - | - |
| ------ | - | - | - | - | - | - | - | - |
| 12 411 | - | - | - | - | - | - | - | - |

### Ethnies et minorités étrangères
Selon les données de l’Institut national de statistique (ISTAT) au 1er janvier 2010 la population étrangère résidente était de 1090 personnes.
Les nationalités majoritairement représentatives étaient :
| Pos. | Pays     | Population |
| ---- | -------- | ---------- |
| 1    | Roumanie | 280        |
| 2    | Maroc    | 224        |

### Fêtes et évènements
- 10 avril: fête de la libération 1945;
- Sacre d’Alfonsine, la dernière semaine de mai, foire, marché, stands gastronomiques de la cuisine romagnole et de l’Ombrie.
- Fête du raisin, fin première semaine d’octobre, dégustation de vin, foire et marché.

### Personnalités liées à Alfonsine
- Vincenzo Monti, poète, dramaturge, écrivain
- Mino Gessi] antifasciste
- Primo Lacchini (1926 - 1944), jeune partisan
- Terzo Lori (1913 - 1944), jeune partisan
- Agide Samaritani (1921 - 1969), partisan et politique
- Silvio Serra, partisan
- Aurelio Tarroni (1907 - 1944), partisan
- Bruna Dradi, partisane
- Andrea Moretti 1956, poète et écrivain

## Économie
Agriculturela cité est entourée de terres cultivées : céréales, pomme de terre, tomate, oignon, betterave, pêche, prune et la vigne (Trebbiano et cagnina di Romagna entre autres).
Pêchela cité est traversée par de nombreux canaux d’irrigation ou de bonification, ainsi que le fleuve Reno au nord qui favorisent la pêche de poissons d’eau douce (carpe, silure, ablette, sandre). Les marais de Comacchio (tournoi de pêche à la période estivale) et le canal du Reno (pêche au filet horizontal ou « balance ronde »).
IndustrieIndustrie de fabrication de matériaux bitumineux, industrie de construction de machines pour le travail de la matière plastique, industrie de production de jus de fruit et verdure.
Énergiele secteur est riche en gisement de gaz méthane.

### Jumelage
- Nagykáta (Hongrie)
- Spello (Italie)
- San Vito di Cadore (Italie)
- Mayahi (Niger)

## Note
1. ↑  (it) Popolazione residente e bilancio demografico sur le site de l'ISTAT.

## Sources
- (it) Cet article est partiellement ou en totalité issu de l’article de Wikipédia en italien intitulé « Alfonsine » (voir la liste des auteurs) le 11/07/2012.